# Bhimaneri, Sagar
Bhimaneri là một làng thuộc tehsil Sagar, huyện Shimoga, bang Karnataka, Ấn Độ.